# Batavia (Iowa)
Batavia es una ciudad situada en el condado de Jefferson, en el estado de Iowa, Estados Unidos. Según el censo de 2000 tenía una población de 500 habitantes.

## Geografía
Según la Oficina del Censo de los Estados Unidos, la localidad tiene un área total de 1,53 km², la totalidad de los cuales corresponden a tierra firme.

## Demografía
Según el censo de 2000, había 500 personas, 219 hogares y 139 familias residiendo en la localidad. La densidad de población era de 326,11 hab./km². Había 234 viviendas con una densidad media de 153,1 viviendas/km². El 98,60% de los habitantes eran blancos, 0,40% amerindios, el 0,21% asiáticos, el 0,20% de otras razas, y el 0,60% pertenecía a dos o más razas. El 1,80% de la población eran hispanos o latinos de cualquier raza.
Según el censo, de los 219 hogares, en el 29,2% había menores de 18 años, el 56,6% pertenecía a parejas casadas, el 5,0% tenía a una mujer como cabeza de familia, y el 36,1% no eran familias. El 31,5% de los hogares estaba compuesto por un único individuo, y el 14,2% pertenecía a alguien mayor de 65 años viviendo solo. El tamaño promedio de los hogares era de 2,28 personas, y el de las familias de 2,88.
La población estaba distribuida en un 23,2% de habitantes menores de 18 años, un 6,0% entre 18 y 24 años, un 30,6% de 25 a 44, un 24,2% de 45 a 64, y un 16,0% de 65 años o mayores. La media de edad era 41 años. Por cada 100 mujeres había 96,1 hombres. Por cada 100 mujeres de 18 años o más, había 89,2 hombres.
Los ingresos medios por hogar en la localidad eran de 33.333 dólares ($), y los ingresos medios por familia eran 39.063 $. Los hombres tenían unos ingresos medios de 28.125 $ frente a los 21.319 $ para las mujeres. La renta per cápita para la ciudad era de 18.970 $. El 3,5% de la población estaba por debajo del umbral de pobreza. El 12,0% de los habitantes de 65 años o más vivían por debajo del umbral de pobreza.